# Дискография Spandau Ballet
Дискография британской рок-группы Spandau Ballet включает 7 студийных альбомов, 1 концертный альбом, 12 сборников, один видеоальбом и 25 синглов.
Дебютный сингл группы, «To Cut a Long Story Short», достиг пятой строчки в Великобритании в 1980 году. Группа достигла пика популярности в 1983 году с альбомом True, а её заглавный трек возглавил чарт Великобритании и Топ-5 в США.
В 1990 группа прекратила деятельность. В 2009 году участники Spandau Ballet объединились и в октябре этого же года выпустили свой седьмой и последний студийный альбом Once More, который достиг седьмого места в британском чарте.
Spandau Ballet продали свыше 25 миллионов экземпляров своих альбомов по всему миру.

## Студийные альбомы
| Год  | Альбом                                                        | Высшие позиции в хит-парадах | Высшие позиции в хит-парадах | Высшие позиции в хит-парадах | Высшие позиции в хит-парадах | Высшие позиции в хит-парадах | Высшие позиции в хит-парадах | Высшие позиции в хит-парадах | Высшие позиции в хит-парадах | Высшие позиции в хит-парадах | Высшие позиции в хит-парадах | Высшие позиции в хит-парадах | Высшие позиции в хит-парадах | Высшие позиции в хит-парадах | Высшие позиции в хит-парадах | Высшие позиции в хит-парадах | Высшие позиции в хит-парадах | Сертификации                                                                |
| Год  | Альбом                                                        | АВС                          | БЕЛ                          | ВЕЛ                          | ГЕР                          | ЕВР                          | ИСП                          | ИТА                          | КАН                          | НИД                          | НОЗ                          | НОР                          | ФИН                          | США                          | ШВА                          | ШВЕ                          | ЯПО                          | Сертификации                                                                |
| ---- | ------------------------------------------------------------- | ---------------------------- | ---------------------------- | ---------------------------- | ---------------------------- | ---------------------------- | ---------------------------- | ---------------------------- | ---------------------------- | ---------------------------- | ---------------------------- | ---------------------------- | ---------------------------- | ---------------------------- | ---------------------------- | ---------------------------- | ---------------------------- | --------------------------------------------------------------------------- |
| 1981 | Journeys to Glory - Дата выхода: 6 марта - Лейбл: Chrysalis   | 14                           | —                            | 5                            | —                            | —                            | 25                           | —                            | —                            | —                            | 12                           | —                            | —                            | —                            | —                            | —                            | —                            | Список : Золотой                                                            |
| 1982 | Diamond - Дата выхода: 25 мая - Лейбл: Chrysalis              | 39                           | —                            | 15                           | —                            | —                            | 9                            | —                            | 40                           | —                            | 9                            | —                            | —                            | —                            | —                            | 22                           | —                            | Список - : Золотой - : Платиновый                                           |
| 1983 | True - Дата выхода: 4 марта - Лейбл: Chrysalis                | 4                            | 2                            | 1                            | 8                            | —                            | 2                            | —                            | 8                            | 1                            | 1                            | —                            | —                            | 19                           | —                            | 13                           | —                            | Список - : Платиновый - : Золотой - : Золотой - : Платиновый - : Платиновый |
| 1984 | Parade - Дата выхода: 25 июня - Лейбл: Chrysalis              | 4                            | 2                            | 2                            | 7                            | 6                            | 2                            | 1                            | 21                           | 1                            | 8                            | 7                            | —                            | 50                           | 9                            | 9                            | 33                           | Список - : Платиновый - : Платиновый                                        |
| 1986 | Through the Barricades - Дата выхода: 21 ноября - Лейбл: Epic | 26                           | 2                            | 7                            | 9                            | 6                            | 6                            | 1                            | 84                           | 3                            | 48                           | 8                            | 27                           | —                            | 25                           | 25                           | 79                           | Список - : Платиновый - : Золотой - : Золотой - : Золотой                   |
| 1989 | Heart Like a Sky - Дата выхода: 24 сентября - Лейблы: CBS     | 96                           | —                            | 31                           | 29                           | 32                           | 35                           | 5                            | —                            | 27                           | —                            | —                            | —                            | —                            | —                            | 47                           | —                            | Список : Золотой                                                            |
| 2009 | Once More - Дата выхода: 19 октября - Лейблы: Mercury         | —                            | —                            | 7                            | 30                           | —                            | 34                           | 17                           | —                            | 46                           | —                            | —                            | —                            | —                            | —                            | —                            | —                            | Список - : Серебряный - : Золотой                                           |

## Концертный альбом
| Год  | Альбом                                                         |
| ---- | -------------------------------------------------------------- |
| 2005 | Live from the N.E.C. - Дата выхода: 3 ноября - Лейбл: Sony BMG |

## Сборники
| Год  | Детали                                                                             | Высшие позиции в хит-парадах | Высшие позиции в хит-парадах | Высшие позиции в хит-парадах | Высшие позиции в хит-парадах | Высшие позиции в хит-парадах | Высшие позиции в хит-парадах | Высшие позиции в хит-парадах | Высшие позиции в хит-парадах | Высшие позиции в хит-парадах | Высшие позиции в хит-парадах | Высшие позиции в хит-парадах | Сертификации                           |
| Год  | Детали                                                                             | АВС                          | БЕЛ                          | ВЕЛ                          | ЕВР                          | ИРЯ                          | ИСП                          | ИТА                          | НИД                          | НОЗ                          | ШВЕ                          | ЯПО                          | Сертификации                           |
| ---- | ---------------------------------------------------------------------------------- | ---------------------------- | ---------------------------- | ---------------------------- | ---------------------------- | ---------------------------- | ---------------------------- | ---------------------------- | ---------------------------- | ---------------------------- | ---------------------------- | ---------------------------- | -------------------------------------- |
| 1985 | The Singles Collection - Релиз: 4 ноября - Лейбл: Chrysalis                        | 3                            | —                            | 3                            | 29                           | —                            | 9                            | —                            | 17                           | 2                            | —                            | —                            | Список - : 2×Платиновый - : Платиновый |
| 1986 | The Twelve Inch Mixes - Релиз: - Лейбл: Chrysalis                                  | 98                           | —                            | —                            | —                            | —                            | —                            | —                            | —                            | —                            | —                            | —                            |                                        |
| 1991 | The Best of Spandau Ballet - Релиз: - Лейбл: Chrysalis                             | 41                           | —                            | 44                           | —                            | —                            | —                            | —                            | 15                           |                              | —                            | —                            | Список : Серебряный                    |
| 1997 | The Collection - Релиз: - Лейбл: Chrysalis                                         | —                            | —                            | —                            | —                            | —                            | —                            | —                            | —                            | —                            | —                            | —                            |                                        |
| 2000 | Original Gold - Релиз: - Лейбл: Chrysalis                                          | —                            | —                            | —                            | —                            | —                            | —                            | —                            | —                            | —                            | —                            | —                            |                                        |
| 2000 | Gold: The Best of Spandau Ballet - Дата выхода: 28 февраля - Лейбл: BMG, Hansa     | —                            | —                            | 7                            | —                            | 44                           | 86                           | 38                           | 40                           |                              | 30                           | —                            | Список - : Платиновый - : Золотой      |
| 2002 | Reformation - Дата выхода: 28 февраля - Лейбл: BMG, Hansa                          | —                            | —                            | —                            | —                            | —                            | —                            | —                            | —                            | —                            | —                            | —                            |                                        |
| 2003 | The Collection II - Дата выхода: 28 февраля - Лейбл: BMG, Hansa                    | —                            | —                            | —                            | —                            | —                            | —                            | —                            | —                            | —                            | —                            | —                            |                                        |
| 2005 | The Ultra Selection - Дата выхода: 28 февраля - Лейбл: BMG, Hansa                  | —                            | —                            | —                            | —                            | —                            | —                            | —                            | —                            | —                            | —                            | —                            |                                        |
| 2006 | Singles, Rarities & Remixes - Дата выхода: 28 февраля - Лейбл: BMG, Hansa          | —                            | —                            | —                            | —                            | —                            | —                            | —                            | —                            | —                            | —                            | —                            |                                        |
| 2014 | The Story – The Very Best of Spandau Ballet - Дата выхода: 2 декабря - Лейбл: Sony | 22                           | 102                          | 8                            | —                            | 26                           | 54                           | 24                           | —                            | 13                           | —                            | 281                          | Список : Золотой                       |
| 2015 | The Collection - Дата выхода: 3 июля - Лейбл: Sony                                 | —                            | —                            | —                            | —                            | —                            | —                            | —                            | —                            | —                            | —                            | —                            |                                        |

## Синглы
| Год  | Сингл                                         | Высшие позиции в хит-парадах | Высшие позиции в хит-парадах | Высшие позиции в хит-парадах | Высшие позиции в хит-парадах | Высшие позиции в хит-парадах | Высшие позиции в хит-парадах | Высшие позиции в хит-парадах | Высшие позиции в хит-парадах | Высшие позиции в хит-парадах | Высшие позиции в хит-парадах | Высшие позиции в хит-парадах | Высшие позиции в хит-парадах | Высшие позиции в хит-парадах | Высшие позиции в хит-парадах | Высшие позиции в хит-парадах | Высшие позиции в хит-парадах | Высшие позиции в хит-парадах | Сертификации                   | Альбом                 |
| Год  | Сингл                                         | AВС                          | БЕЛ                          | ВЕЛ                          | ГЕР                          | ИРЯ                          | ИСП                          | ИТА                          | КАН                          | НИД                          | НОЗ                          | НОР                          | ФИН                          | ФРА                          | США                          | США. AC                      | ШВА                          | ШВЕ                          | Сертификации                   | Альбом                 |
| ---- | --------------------------------------------- | ---------------------------- | ---------------------------- | ---------------------------- | ---------------------------- | ---------------------------- | ---------------------------- | ---------------------------- | ---------------------------- | ---------------------------- | ---------------------------- | ---------------------------- | ---------------------------- | ---------------------------- | ---------------------------- | ---------------------------- | ---------------------------- | ---------------------------- | ------------------------------ | ---------------------- |
| 1980 | «To Cut a Long Story Short»                   | 15                           | —                            | 5                            | —                            | 9                            | 19                           | —                            | —                            | —                            | 38                           | —                            | —                            | —                            | —                            | —                            | —                            | —                            | Список : Серебряный            | Journeys to Glory      |
| 1981 | «The Freeze»                                  | —                            | —                            | 17                           | —                            | 14                           | 16                           | —                            | —                            | —                            | —                            | —                            | —                            | —                            | —                            | —                            | —                            | —                            |                                | Journeys to Glory      |
| 1981 | «Musclebound»                                 | 97                           | —                            | 10                           | —                            | 18                           | —                            | —                            | —                            | 32                           | —                            | —                            | —                            | —                            | —                            | —                            | —                            | —                            |                                | Journeys to Glory      |
| 1981 | «Chant No. 1 (I Don’t Need This Pressure On)» | 30                           | —                            | 3                            | —                            | 9                            | 27                           | —                            | —                            | 32                           | 36                           | —                            | —                            | —                            | —                            | —                            | —                            | —                            | Список : Серебряный            | Diamond                |
| 1981 | «Paint Me Down»                               | —                            | —                            | 30                           | —                            | —                            | —                            | —                            | —                            | —                            | —                            | —                            | —                            | —                            | —                            | —                            | —                            | —                            |                                | Diamond                |
| 1982 | «She Loved Like Diamond»                      | —                            | —                            | 49                           | —                            | —                            | —                            | —                            | —                            | —                            | —                            | —                            | —                            | —                            | —                            | —                            | —                            | —                            |                                | Diamond                |
| 1982 | «Instinction»                                 | 35                           | —                            | 10                           | —                            | 20                           | —                            | —                            | —                            | —                            | —                            | —                            | —                            | —                            | —                            | —                            | —                            | —                            |                                | Diamond                |
| 1982 | «Lifeline»                                    | 68                           | —                            | 7                            | —                            | 11                           | —                            | —                            | —                            | —                            | 33                           | —                            | —                            | —                            | —                            | —                            | —                            | —                            |                                | True                   |
| 1983 | «Communication»                               | 24                           | —                            | 12                           | —                            | 13                           | —                            | —                            | —                            | —                            | 10                           | —                            | —                            | —                            | 59                           | —                            | —                            | 19                           |                                | True                   |
| 1983 | «True»                                        | 4                            | 9                            | 1                            | 9                            | 1                            | 3                            | 39                           | 1                            | 5                            | 4                            | —                            | —                            | 14                           | 4                            | 1                            | 5                            | —                            | Список : Золотой               | True                   |
| 1983 | «Gold»                                        | 9                            | 3                            | 2                            | 16                           | 4                            | 4                            | —                            | 12                           | 3                            | 8                            | —                            | —                            | 81                           | 29                           | 17                           | —                            | —                            | Список - : Золотой - : Золотой | True                   |
| 1983 | «Pleasure»                                    | —                            | 32                           | —                            | 61                           | —                            | —                            | —                            | —                            | 27                           | —                            | —                            | —                            | —                            | —                            | —                            | —                            | —                            |                                | True                   |
| 1984 | «Only When You Leave»                         | 12                           | 5                            | 3                            | 26                           | 2                            | 4                            | 36                           | 23                           | 3                            | 10                           | 8                            | —                            | 51                           | 34                           | 36                           | 20                           | —                            |                                | Parade                 |
| 1984 | «I’ll Fly for You»                            | 38                           | —                            | 9                            | —                            | 10                           | —                            | 6                            | —                            | 28                           | 35                           | —                            | —                            | —                            | —                            | —                            | —                            | —                            |                                | Parade                 |
| 1984 | «Highly Strung»                               | 83                           | —                            | 15                           | —                            | 18                           | —                            | —                            | —                            | 36                           | 46                           | —                            | —                            | —                            | —                            | —                            | —                            | —                            |                                | Parade                 |
| 1984 | «Round and Round»                             | 16                           | —                            | 18                           | —                            | 9                            | 14                           | 9                            | —                            | 37                           | —                            | —                            | —                            | —                            | —                            | —                            | —                            | —                            |                                | Parade                 |
| 1986 | «Fight for Ourselves»                         | 16                           | 20                           | 15                           | 32                           | 7                            | 11                           | 7                            | —                            | 18                           | 33                           | —                            | 16                           | —                            | —                            | —                            | 23                           | —                            |                                | Through the Barricades |
| 1986 | «Through the Barricades»                      | 50                           | 10                           | 6                            | 14                           | 4                            | 2                            | 2                            | —                            | 4                            | —                            | 7                            | —                            | 51                           | —                            | —                            | —                            | —                            |                                | Through the Barricades |
| 1986 | «How Many Lies»                               | —                            | 25                           | 34                           | —                            | 17                           | 32                           | 15                           | 86                           | 23                           | —                            | —                            | —                            | —                            | —                            | —                            | —                            | —                            |                                | Through the Barricades |
| 1987 | «Cross The Line»                              | —                            | —                            | —                            | —                            | —                            | —                            | —                            | —                            | —                            | —                            | —                            | —                            | —                            | —                            | —                            | —                            | —                            |                                | Through the Barricades |
| 1988 | «Raw»                                         | 76                           | 22                           | 47                           | —                            | —                            | —                            | 8                            | —                            | 23                           | —                            | —                            | —                            | —                            | —                            | —                            | —                            | —                            |                                | Heart Like a Sky       |
| 1989 | «Be Free with Your Love»                      | —                            | 37                           | 42                           | 52                           | —                            | —                            | 10                           | —                            | 44                           | —                            | —                            | —                            | —                            | —                            | —                            | —                            | —                            |                                | Heart Like a Sky       |
| 1989 | «Empty Spaces»                                | —                            | —                            | 94                           | —                            | —                            | —                            | —                            | —                            | —                            | —                            | —                            | —                            | —                            | —                            | —                            | —                            | —                            |                                | Heart Like a Sky       |
| 1989 | «Crashed Into Love»                           | —                            | —                            | 96                           | —                            | —                            | —                            | 35                           | —                            | —                            | —                            | —                            | —                            | —                            | —                            | —                            | —                            | —                            |                                | Heart Like a Sky       |
| 2009 | «Once More»                                   | —                            | —                            | 82                           | —                            | —                            | —                            | —                            | —                            | —                            | —                            | —                            | —                            | —                            | —                            | —                            | —                            | —                            |                                | Once More              |
| 2014 | «This Is the Love»                            | —                            | 25/28                        | —                            | —                            | —                            | —                            | —                            | —                            | —                            | —                            | —                            | —                            | —                            | —                            | —                            | —                            | —                            |                                | The Story              |

## Видеоальбом
| Год  | Альбом                                                                                 | Высшие позиции в хит-парадах | Высшие позиции в хит-парадах | Сертификации     |
| Год  | Альбом                                                                                 | ВЕЛ                          | НИД                          | Сертификации     |
| ---- | -------------------------------------------------------------------------------------- | ---------------------------- | ---------------------------- | ---------------- |
| 1983 | Over Britain Live in London! - Релиз: - Лейбл: Chrysalis                               | —                            | —                            |                  |
| 1987 | The Video Collection - Релиз: - Лейбл: Chrysalis                                       | —                            | —                            |                  |
| 1987 | Through The Barricades... Across The Borders - Релиз: - Лейбл: CBS Fox Video           | —                            | 6                            |                  |
| 1990 | Live - Релиз: - Лейбл: Castle Music Pictures                                           | —                            | —                            |                  |
| 1991 | The Best Of Spandau Ballet - Релиз: - Лейбл: Picture Music International               | —                            | —                            |                  |
| 2004 | Live from the N.E.C. - Релиз: - Лейбл: Sony Music Video                                | —                            | —                            |                  |
| 2010 | The Reformation Tour 2009 - Live at the O2 - Релиз: Апрель - Лейбл: Universal Pictures | 5                            | 18                           | Список : Золотой |

## Видеоклипы
| Год  | Песня                                         | Режиссёр        |
| ---- | --------------------------------------------- | --------------- |
| 1980 | «To Cut a Long Story Short»                   | Брайан Грант    |
| 1981 | «The Freeze»                                  | Брайан Грант    |
| 1981 | «Musclebound»                                 | Рассел Малкэхи  |
| 1981 | «Chant No. 1 (I Don’t Need This Pressure On)» | Рассел Малкэхи  |
| 1981 | «Paint Me Down»                               | Рассел Малкэхи  |
| 1982 | «She Loved Like Diamond»                      | Рассел Малкэхи  |
| 1982 | «Instinction»                                 | Рассел Малкэхи  |
| 1982 | «Lifeline»                                    | Стив Бэррон     |
| 1983 | «Communication»                               | Крис Спрингхэлл |
| 1983 | «True»                                        | Рассел Малкэхи  |
| 1983 | «Gold»                                        | Брайан Даффи    |
| 1984 | «Only When You Leave»                         | Саймон Милн     |
| 1984 | «I’ll Fly for You»                            | Саймон Милн     |
| 1984 | «Highly Strung»                               | Саймон Милн     |
| 1984 | «Round and Round»                             | неизвестно      |
| 1986 | «Fight for Ourselves»                         | неизвестно      |
| 1986 | «Through the Barricades»                      | Саймон Милн     |
| 1987 | «How Many Lies»                               | неизвестно      |
| 1988 | «Raw»                                         | неизвестно      |
| 1989 | «Be Free with Your Love»                      | Энди Морахан    |
| 1990 | «Crashed Into Love»                           | неизвестно      |
| 2009 | «Once More»                                   | неизвестно      |
| 2015 | «Steal»                                       | неизвестно      |
| 2015 | «Soul Boy»                                    | неизвестно      |